# (There'll Be Bluebirds Over) The White Cliffs of Dover
"(There'll Be Bluebirds Over) The White Cliffs of Dover" er en populær sang fra 2. verdenskrig skrevet i 1941 af de to amerikanerne Walter Kent og Nat Burton. Den blev skrevet inden USA indtrådte i krigen på et tidspunkt, hvor Nazi-Tyskland havde erobret store dele af Europa og havde bombet Storbritannien. Sangen er bedst kendt i Vera Lynns indspilning, der blev meget populær i Europa under krigen.
Britiske og tyske fly kæmpede over Dovers hvide klipper under The Battle of Britain. Sangen så frem mod en tid, hvor krigen var ovre, og der rådede fred over de hvide klipper ved Dover, der er Storbritanniens oplevede grænse mod det europæiske fastland.
"The White Cliffs of Dover" er én af mange populære sange, der benytter fuglen bluebird som et symbol på glæde. Der findes imidlertid ikke bluebirds i Europa.
"The White Cliffs of Dover" blev oprindelig udgivet i USA i en indspilning med orkesterlederen Kay Kyser i 1942. Fire andre artister nåede også Top 20 med sangen samme år: Glenn Miller, Sammy Kaye, Jimmy Dorsey og Kate Smith.
Vera Lynns indspilning for Decca i London 20. marts 1942 er en af hendes bedst kendte indspilninger.
Andre artister som har indspillet sangen er Bing Crosby, Connie Francis, Jim Reeves og The Righteous Brothers. I juni 1995 nåede
Robson and Jeromes udgave af sangen nr. 1 på den britiske singlelisten i en medley med "Unchained Melody".